# Bożejewo
Bożejewo (kaszb. Bożejéwó) – przysiółek wsi Kębłowo w Polsce, położony w województwie pomorskim, w powiecie wejherowskim, w gminie Luzino.
W latach 1975–1998 przysiółek administracyjnie należał do województwa gdańskiego.